# Gerzensee (sjö)
Gerzensee är en sjö i Schweiz.   Den ligger i kantonen Bern, i den centrala delen av landet, 15 km sydost om huvudstaden Bern. Gerzensee ligger 602 meter över havet. Arean är 0,35 kvadratkilometer. Den sträcker sig 1,2 kilometer i nord-sydlig riktning, och 1,1 kilometer i öst-västlig riktning.
Sjön ligger i kommunerna Gerzensee och Kirchdorf.
Omgivningarna runt Gerzensee är en mosaik av jordbruksmark och naturlig växtlighet. Runt Gerzensee är det ganska tätbefolkat, med 129 invånare per kvadratkilometer.